# Петър Гугушев
Петър (Ту̀ше) Гугу̀шев или Гугушов, е български революционер, деец на Вътрешната македоно-одринска революционна организация (ВМОРО).

## Биография
Роден е в българския южномакедонски град Кукуш, тогава в Османската империя, днес Килкис, Гърция. Влиза във ВМОРО, участва в основаването на първия революционен комитет в Кукуш през пролетта на 1895 година. Член е на комитетското ръководство заедно с Кольо Бучков, Христо Влахов и Христо Хаджидельов (ръководител е Туше Делииванов).
Загива по време на Балканската война в 1912 година в Кукуш, когато турските власти вече са напуснали града, но става престрелка между градската милиция и турци бежанци.